# Kempapura, Madhugiri
Kempapura là một làng thuộc tehsil Madhugiri, huyện Tumkur, bang Karnataka, Ấn Độ.